# Cour administrative suprême de Suède
Pour les autres articles nationaux ou selon les autres juridictions, voir Conseil d'État.
Ne doit pas être confondu avec Cour suprême de Suède.
La Cour administrative suprême de Suède (suédois : Högsta förvaltningsdomstolen) est l'une des deux instances suprêmes du pouvoir judiciaire suédois. Elle est la plus haute instance pour les contentieux de droit administratif. La plus haute instance pour les contentieux de droit civil et de droit pénal est en revanche la Cour suprême (suédois : Högsta domstolen)
Le Cour connait des pourvois formé contre les arrêts des quatre Cours administratives d'appel, qui représentent le second niveau de juridiction de l'ordre administratif suédois. Avant qu'un dossier ne soit examiné, il doit faire l'objet d'une procédure d'admission. Une telle admission n'est souvent accordée que lorsque l'affaire présente un intérêt du point de vue des précédents ou de l'évolution du droit. La plupart des affaires concernent le droit fiscal et le droit de la sécurité sociale.

## Histoire
La Cour administrative suprême a été créée en 1909, sous le nom Cour administrative suprême royale (Regeringsrätten), pour réduire la charge de travail du gouvernement et renforcer l'état de droit au profit des citoyens. Auparavant, c'était la Cour suprême de Suède qui se chargeait également du contentieux administratif. À l'origine composée de 7 juges, leur nombre a été modifié à de nombreuses reprises.
En 1958, une procédure d'admission des pourvois en matière fiscale est créée afin de réduire la charge de travail de la Cour face à l'extension de ce contentieux, dans le contexte de l'épanouissement de l'État-providence suédois. Cette procédure est élargie à presque toutes les affaires en 1972, année où la Cour se dote de sa propre administration, renforcent ainsi son indépendance. Les dossiers étaient jusqu'ici constitués et instruits par les administrations des ministères concernés. En outre, avec l'Instrument de gouvernement de 1974, qui modernisa et renforça la démocratie parlementaire suédoise, la Cour cessa de rendre ses décision au nom du Roi.
En 1988, la Cour reçût la compétence générale du contrôle de la légalité de tous les actes des autorités administratives et du gouvernement. Son domaine d'intervention continua de s'agrandir avec la disparition, en 1995, de la Cour d'appel de la sécurité sociale, dont le contentieux fut transféré à la Cour administrative suprême royale, et avec l'entrée de la Suède dans l'Union européenne la même année, faisant de la Cour une gardienne de l'application du droit de l'Union, qui touche principalement le droit public.
Au 1er janvier 2011, la prend sa dénomination actuelle et ses membres celle de "juges" pour renforcer son image d'indépendance et d'impartialité, à la suite d'une décision du Riksdag (le Parlement suédois).
De 1972 à 2009, les locaux de la Cour administrative suprême se trouvaient au Palais Stenbockska, sur l'îlot du Riddarholmen, dans la vieille ville de Stockholm. Depuis 2011, le siège de la Cour administrative suprême est situé dans deux bâtiments historiques toujours sur le même îlot : le palais de Sparre et l'ancien siège de la Cour administrative d'appel (suédois : Kammarrättens hus).

## Composition
Les membres de la Cour administrative suprême doivent être, selon la loi, au moins au nombre de 14, et doivent être juges. Ils sont appelés justitieråd (littéralement conseillers de justice) et sont nommés par le gouvernement. Toutefois, la Cour est une institution indépendante, et ni le gouvernement, ni le Riksdag ne peuvent s'immiscer dans ses activités. C'est également le gouvernement qui désigne parmi les membres de la Cour administrative suprême celui qui tient le rôle de président. La Cour emploie également environ 80 agents.
La Cour compte deux chambres (les juges pouvant siéger dans plusieurs chambres), ainsi que trois divisions rédactionnelles, composées de référendaires et d'assistants juridique qui préparent, instruisent, et présentent l'affaire aux juges avec un projet de décision. Il existe également une division administrative, chargée des différentes missions de soutien à la juridiction et à ses membres (archivages, administration des bureaux et des locaux, relations avec le public). Enfin, les juges peuvent statuer seuls sur l'admission d'un pourvoi depuis 1992.

### Président
Historiquement, il n'y avait pas de règle concernant la présidence de la Cour administrative suprême. Le membre de la Cour avec le plus d'ancienneté servait, selon l'usage, de président des séances plénières, et ceux qui le suivaient immédiatement comme président de chambre. En 1966, un rapport du Comité des cours administratives (Förvaltningsdomstolskommittén), proposa que le président de la Cour et les présidents de chambre soient nommés par le Roi-en-conseil (autorité exécutive suprême selon l'Instrument de gouvernement de la Suède de 1809). Cette suggestion fut mise en œuvre par la Réforme du processus administratif (Förvaltningsprocessreformen) de 1972, et demeure la règle depuis lors. Une telle réforme était déjà en vigueur à la Cour suprême depuis 1946.

#### Liste des présidents (depuis 1972)
- 1972–1972 : Nils Lorichs
- 1972–1975 : Olov Hegrelius
- 1975–1980 : Carl Åbjörnsson
- 1980–1987 : Bengt Wieslander
- 1987–1990 : Bengt Hamdahl
- 1990–1994 : Magnus Sjöberg
- 1994–1996 : Göran Wahlgren
- 1996–2000 : Gunnar Björne
- 2000–2005 : Hans Ragnemalm
- 2005–2007 : Rune Lavin
- 2007–2010 : Sten Heckscher
- 2011–2018 : Mats Melin
- Depuis 2018 : Helena Jäderblom